# Камень (Олесницький повіт)
Камень (пол. Kamień, нім. Polnisch Steine) — село в Польщі, у гміні Мендзибуж Олесницького повіту Нижньосілезького воєводства.
Населення — 120 осіб (2011).
У 1975-1998 роках село належало до Каліського воєводства.

## Демографія
Демографічна структура станом на 31 березня 2011 року:
|          | Загалом | Допрацездатний вік | Працездатний вік | Постпрацездатний вік |
| -------- | ------- | ------------------ | ---------------- | -------------------- |
| Чоловіки | 68      | 13                 | 49               | 6                    |
| Жінки    | 52      | 11                 | 31               | 10                   |
| Разом    | 120     | 24                 | 80               | 16                   |